# Kalmár Ferenc (politikus)
Kalmár Ferenc András (Brassó, 1955. május 18. –) erdélyi születésű magyar fizikus, villamosmérnök, közgazdász, politikus, országgyűlési képviselő.

## Életpályája

### Iskolái
1962–1970 között a Brassóban végezte el az elemi iskolát. 1970–1974 között az Andrei Saguna Gimnázium diákja volt. 1974-ben a Bukaresti Egyetem Fizika Karának hallgatója lett, majd katonai szolgálatot teljesített, és három évi gyári munka után a Brassói Műszaki Egyetem Villamossági Karán folytatta tanulmányait. 1980-ban vette át villamosmérnöki diplomáját. 1985-ben a Budapesti Műszaki Egyetem Villamosmérnöki Karán folytatta – munka melletti – tanulmányait, levelező tagozaton. 1994-ben mérnök-közgazdász lett a British Council-ösztöndíjasaként Angliában.

### Pályafutása
1985–1989 között az Országos Környezetvédelmi és Természetvédelmi Hivatalban dolgozott. 1989–1990 között a ÉGSZI-DÉLORG munkatársa volt. 1990–1991 között az MM Kft.-nél tevékenykedett. 1991–1998 között – kisebb megszakításokkal – a Szegedi Kábelgyár villamosmérnöke volt. 1998–1999 között a Szegedi Ruhagyárban dolgozott. 1999–2010 között az EDF-DÉMÁSZ villamosmérnöke, műszaki szakértője és vezérigazgatói tanácsadója volt.

### Politikai pályafutása
1991-ben belépett a KDNP-be és csatlakozott a szegedi szervezethez. 1994–2014 között szegedi önkormányzati képviselő volt. 1994–1997 között a KDNP szegedi elnöke volt. 1997-től az MKDSZ helyi elnöke. 1998-tól a víz- és csatornabizottság elnöke. 2003-ban a KDNP alelnöke lett. 2006-ban jutott be az Országgyűlésbe. 2008-tól a Fidesz szegedi szervezetének is tagja. 2010–2014 között országgyűlési képviselő volt. 2010–2014 között a külügyi bizottság tagja volt. 2011–2014 között a nemzeti összetartozás bizottságának tagja volt. 2012–2014 között az autonómia albizottság tagja volt. 2015-ben Szijjártó Péter "Magyarország szomszédságpolitikájának fejlesztéséért" felelős miniszteri biztossá nevezte ki.

## Családja
Szülei: Kalmár Ferenc ügyvéd és Gizella bírónő. Felesége, Tombácz Zsuzsanna orvos, akivel 1984-ben házasságot kötött. Két gyermekük született: Csilla és Csaba.

## Díjai
- A Magyar Érdemrend tisztikeresztje (2014) polgári tagozat[3]